# Hollenthon (hudební skupina)
Hollenthon je rakouská symphonic metalová kapela založená v roce 2000 v obci Hollenthon v Dolních Rakousích, později se přestěhovala do Vídně. Předchůdcem byla v letech 1994–1999 skupina Vuzem. Hollenthon založil Martin Schirenc, dřívější člen zaniklé death metalové kapely Pungent Stench (zpěv, kytara, baskytara). Posléze se k němu přidali Michael Gröger (bicí) a Elena Schirenc (doprovodné vokály).
První studiové album s názvem Domus Mundi vyšlo v roce 1999.

## Diskografie

### Studiová alba
- Domus Mundi (1999)
- With Vilest of Worms to Dwell (2001)
- Opus Magnum (2008)

### EP
- Tyrants and Wraiths (2009)